# Platja d'El Tranquero
La Platja del Tranquero, se situa a la localitat de Albandi, en el concejo de Carreño. S'emmarca en les platges de la Costa Central asturiana i presenta un paisatge envoltat de penya-segats de gran valor ecològic.

## Descripció
La platja no presenta cap mena de servei i és molt poc freqüentada.
Presenta forma de petxina, i està constituïda per tres cales de mida petita, de sorra i amb vegetació a la platja, que estan contigües i s'uneixen en pleamar.
La platja és un excel·lent lloc per practicar el naturisme, la pesca submarina i la recreativa.